# Mittschiffsmann-Stek
Der Mittschiffsmann-Stek (Midshipman's Stek) ist ein Festmacherknoten und eine regulierbare Schlaufe (Seilspannerknoten).

## Namen

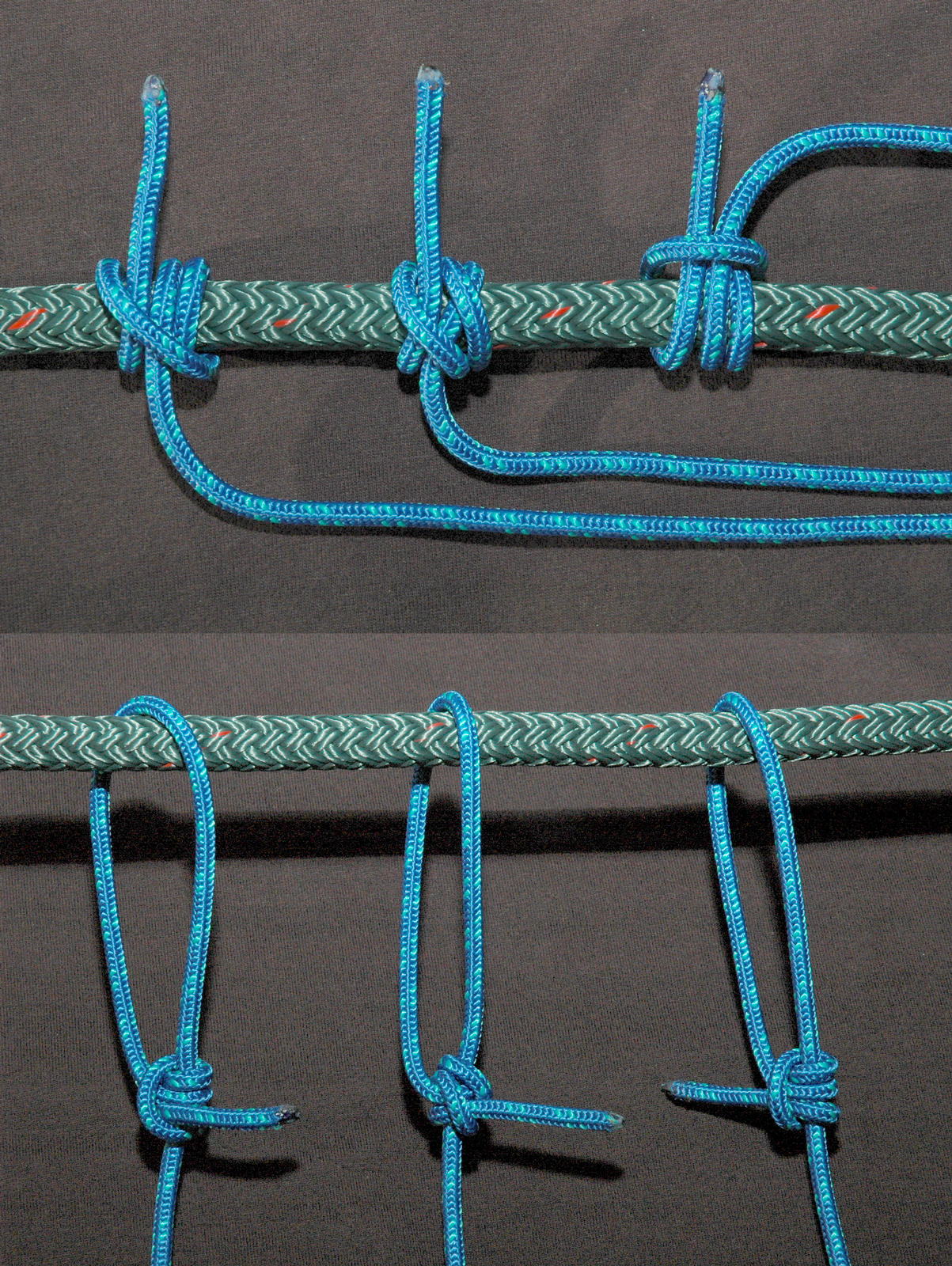
Vergleich von Stoppersteken mit den entsprechenden verstellbaren Schlaufen:
Knüpft man verstellbare Schlaufen anstelle um dieselbe Leine um ein Objekt (Pfahl, Ring, Tau) entstehen Stoppersteke.
Oben v.l.n.r: Stopperstek 1 (ABOK #1734), Stopperstek 2 (#1735), Magnusstek (#1736).
Unten v.l.n.r: Topsegelschotstek (#1800, #1856), Mittschiffsmann-Stek (#1799, 1855), Topsegelschotstek mit dem letzten halben Schlag entgegengesetzt gebunden (#1857)

Der Name dieses Steks leitet sich ab vom „Midshipman“ (englisch für Mittschiffsmann). Dies ist in der britischen Royal Navy ein Offizier in Ausbildung und bei der US Navy Offizieranwärter ein zukünftiger Marineoffizier. Er trägt diesen Namen, weil er in der Segelschiffszeit zwischen der Mannschaft vorschiffs und den Offizieren achtern, mittschiffs seine Unterkunft hatte. Der Dienstgrad wird auch noch bei vielen Marinen des Commonwealth of Nations verwendet, die ihre Tradition auf die Royal Navy zurückführen. Im Deutschen gibt es die Bezeichnung Mittschiffsmann nicht.

## Knüpfen

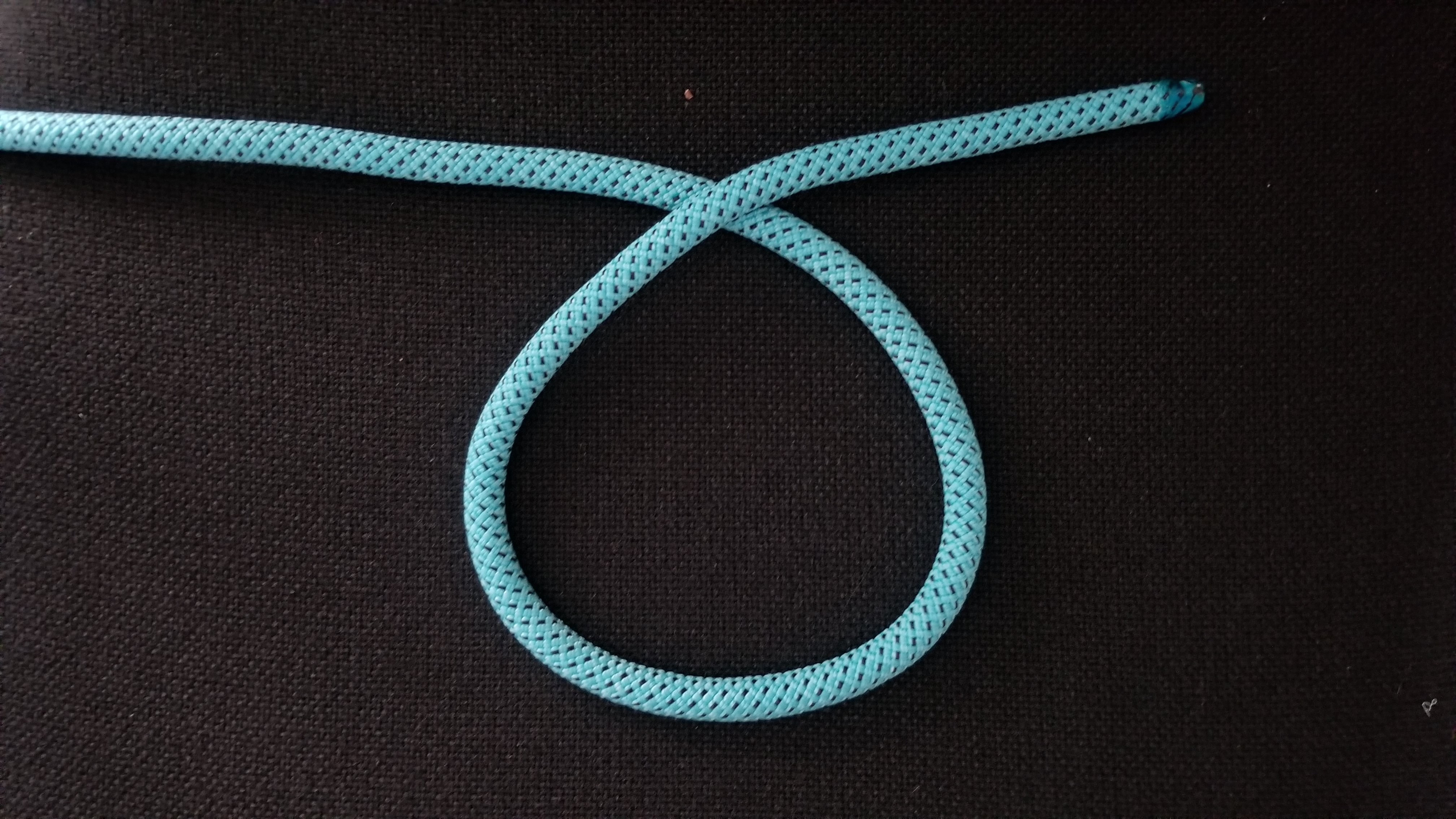
Man legt mit dem losen Ende ein Auge in Uhrzeigerrichtung
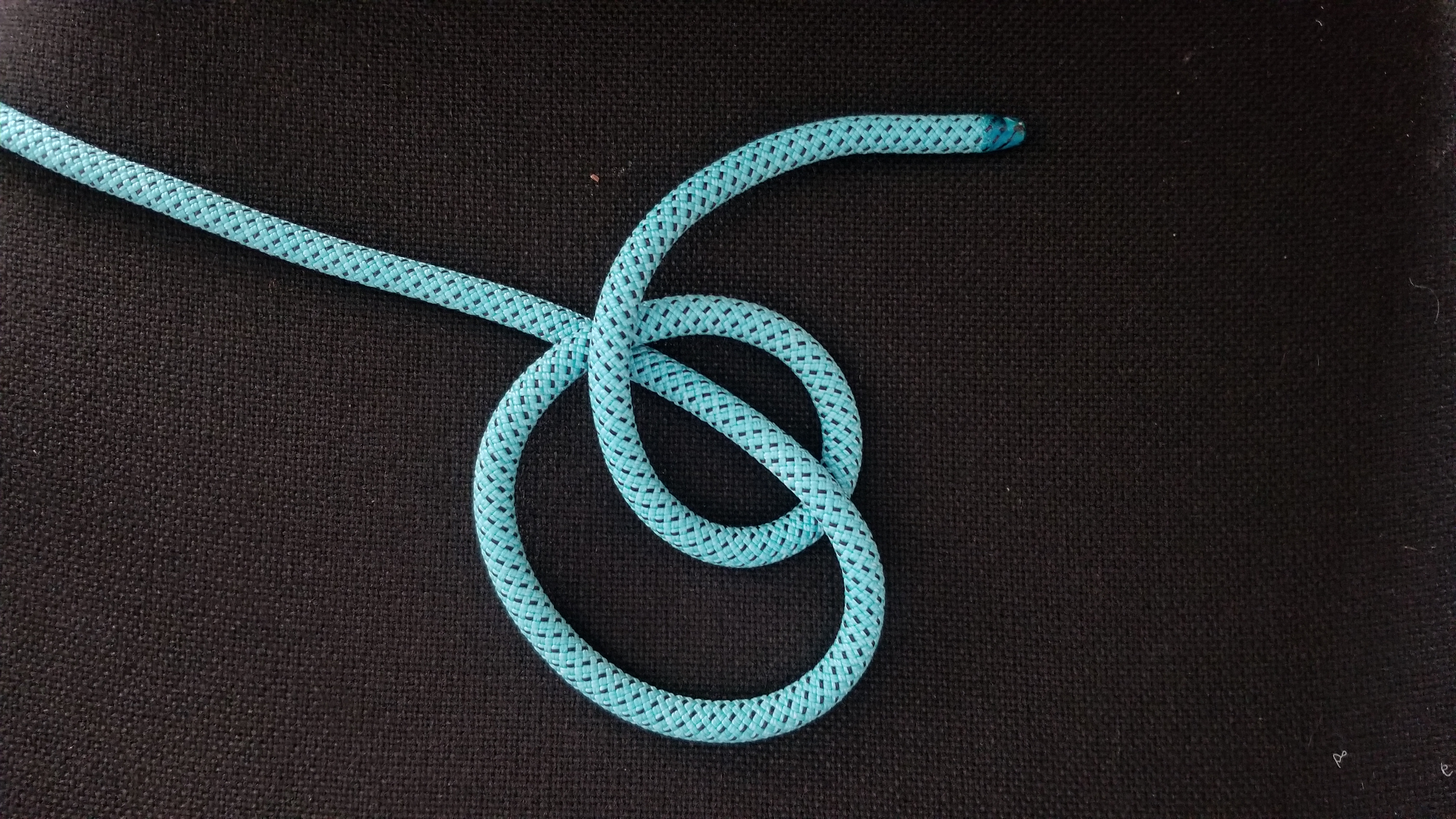
Danach einen Törn um das feste Ende
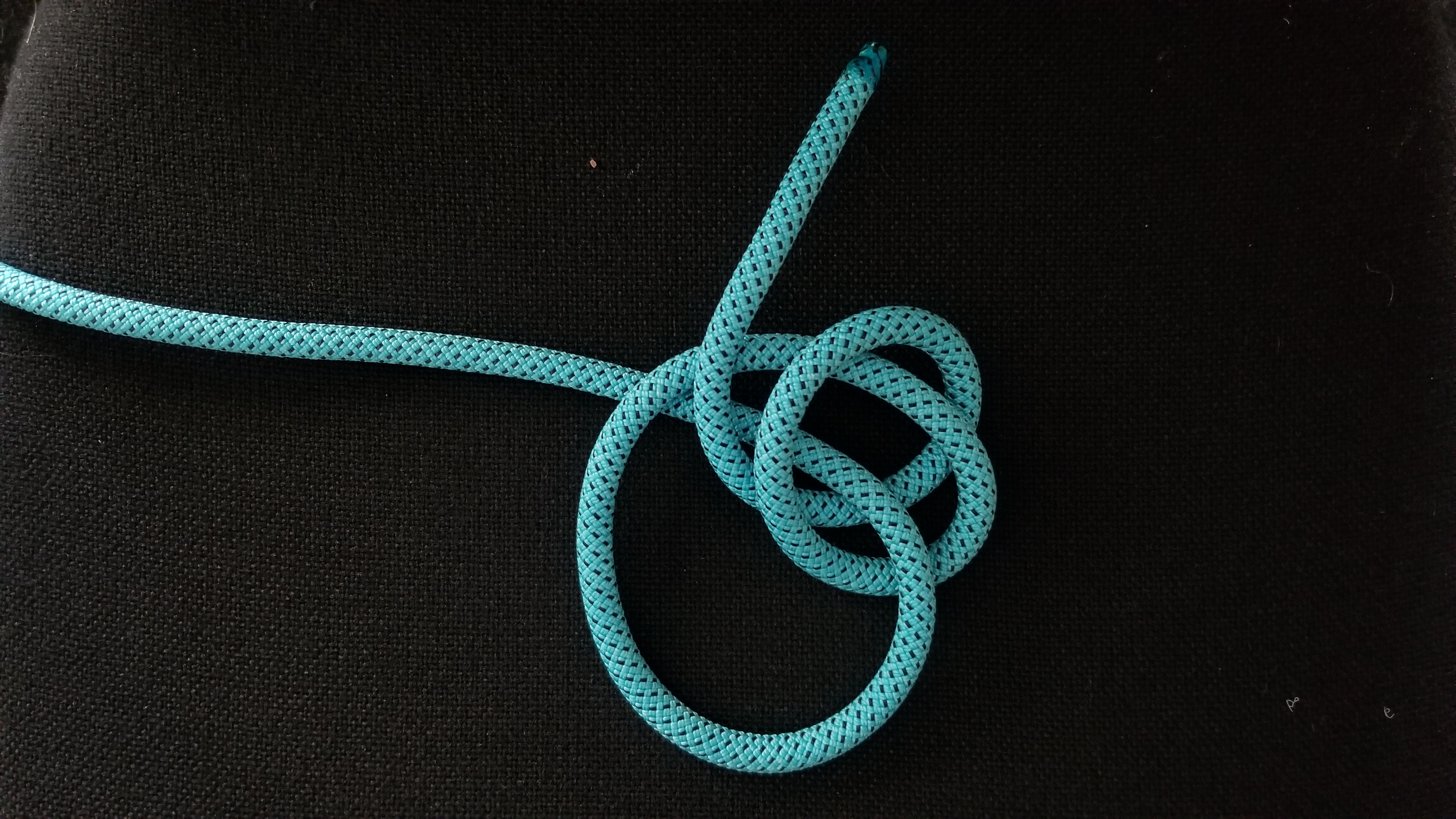
Dann einen zweiten Törn und achtet darauf, dass der zweite Törn den ersten bekneift
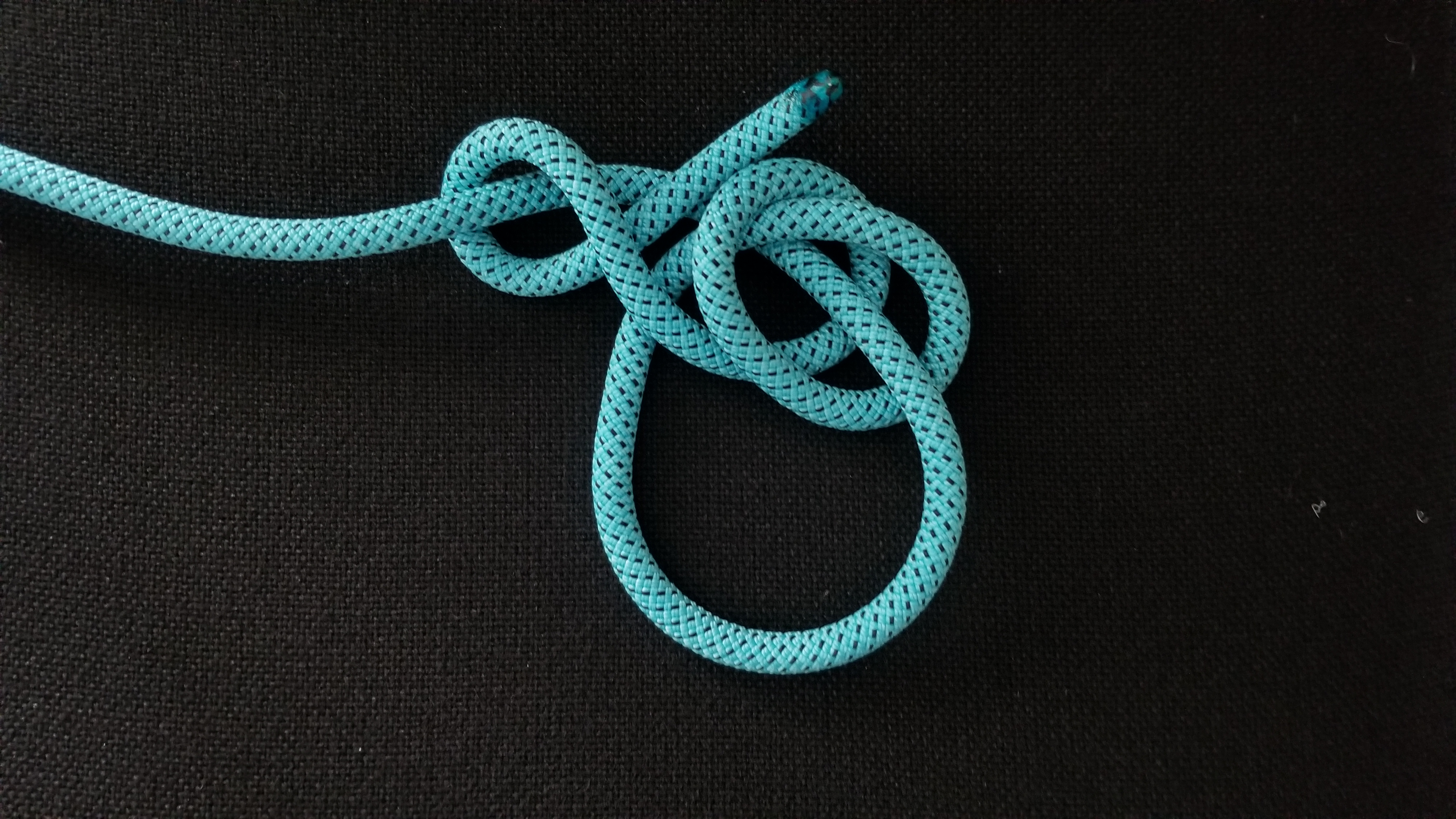
Das lose Ende wird mit einem Halben Schlag um das feste Ende gesichert
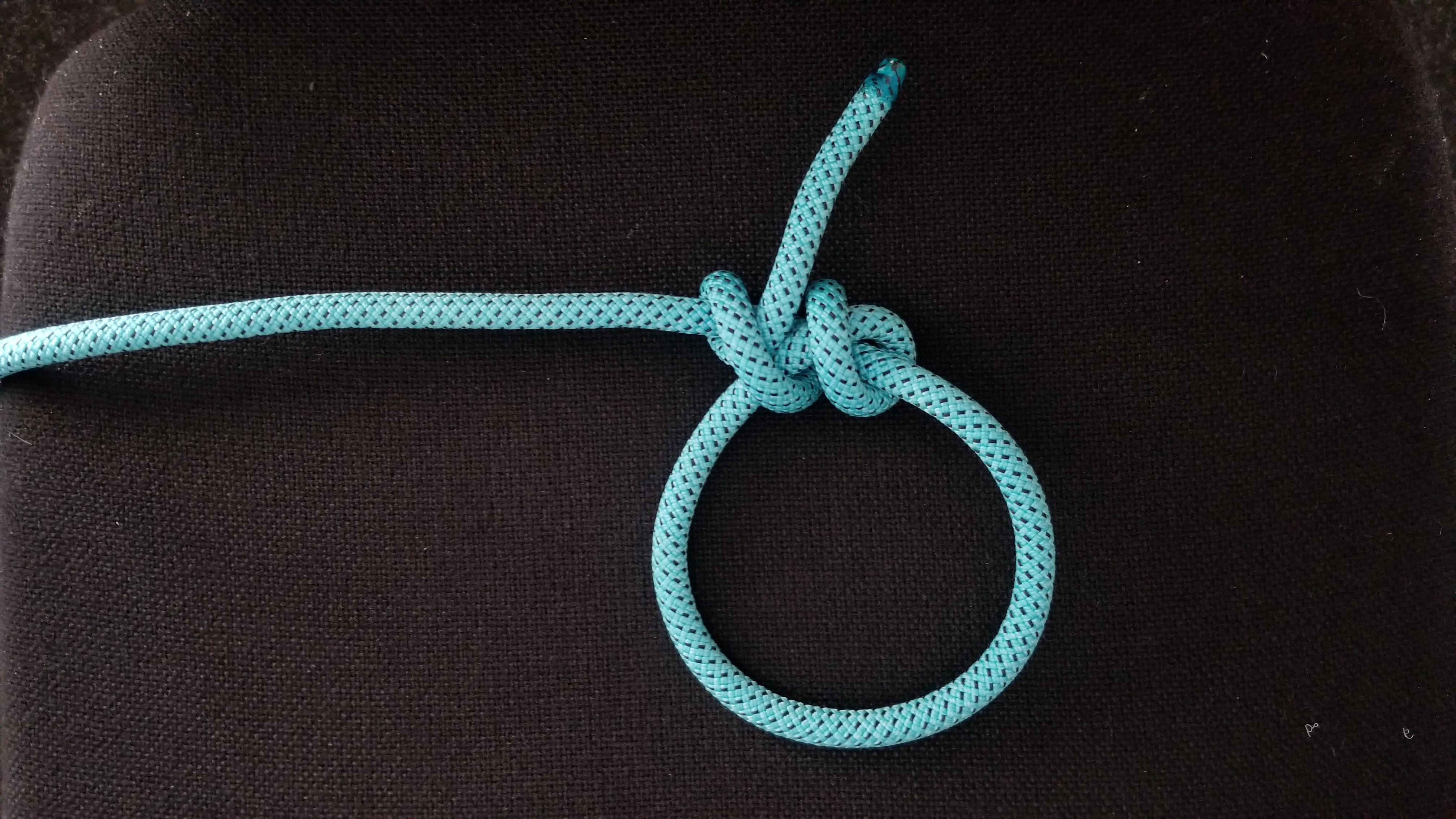
Zuziehen und fertig

## Anwendung
Der Mittschiffsmann-Stek ist ein ausgezeichneter Knoten, um eine verstellbare Schlaufe am Ende eines Seils zu schaffen. Der Knoten kann an der stehenden Leine nach oben und unten geschoben werden, um die Größe der Schlaufe (und damit die Länge und/oder Straffheit der stehenden Leine) zu erhöhen oder zu verringern, aber wenn eine Last aufgebracht wird, hält der Knoten sicher.
Er ähnelt dem Topsegelschotstek, hat aber einen wichtigen Unterschied und Vorteil. Beim Binden des Midshipman's bildet die zweite Umwicklung eine Zwischen-„Markisenkupplung“, die das Seil beim Binden der letzten Halbkupplung belastet. Der fertige Mittschiffsmann-Stek ist auch sicherer als der Topsegelschotstek.
Der Mittschiffsmann-Stek wird beispielsweise zum Spannen von Zeltleinen und von Zirkuszelten verwendet.

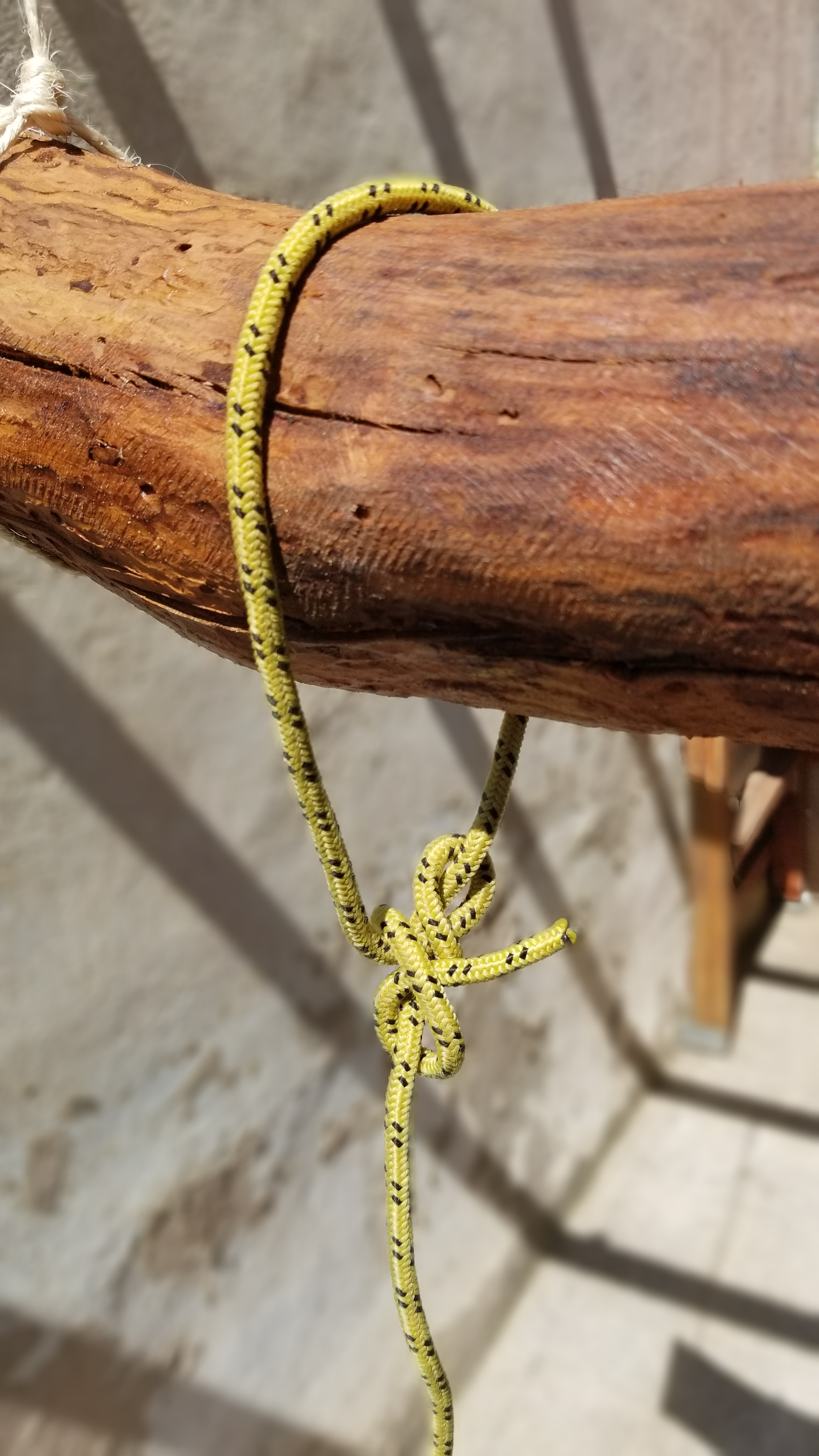
Der Stek an Rund- und Querhölzern
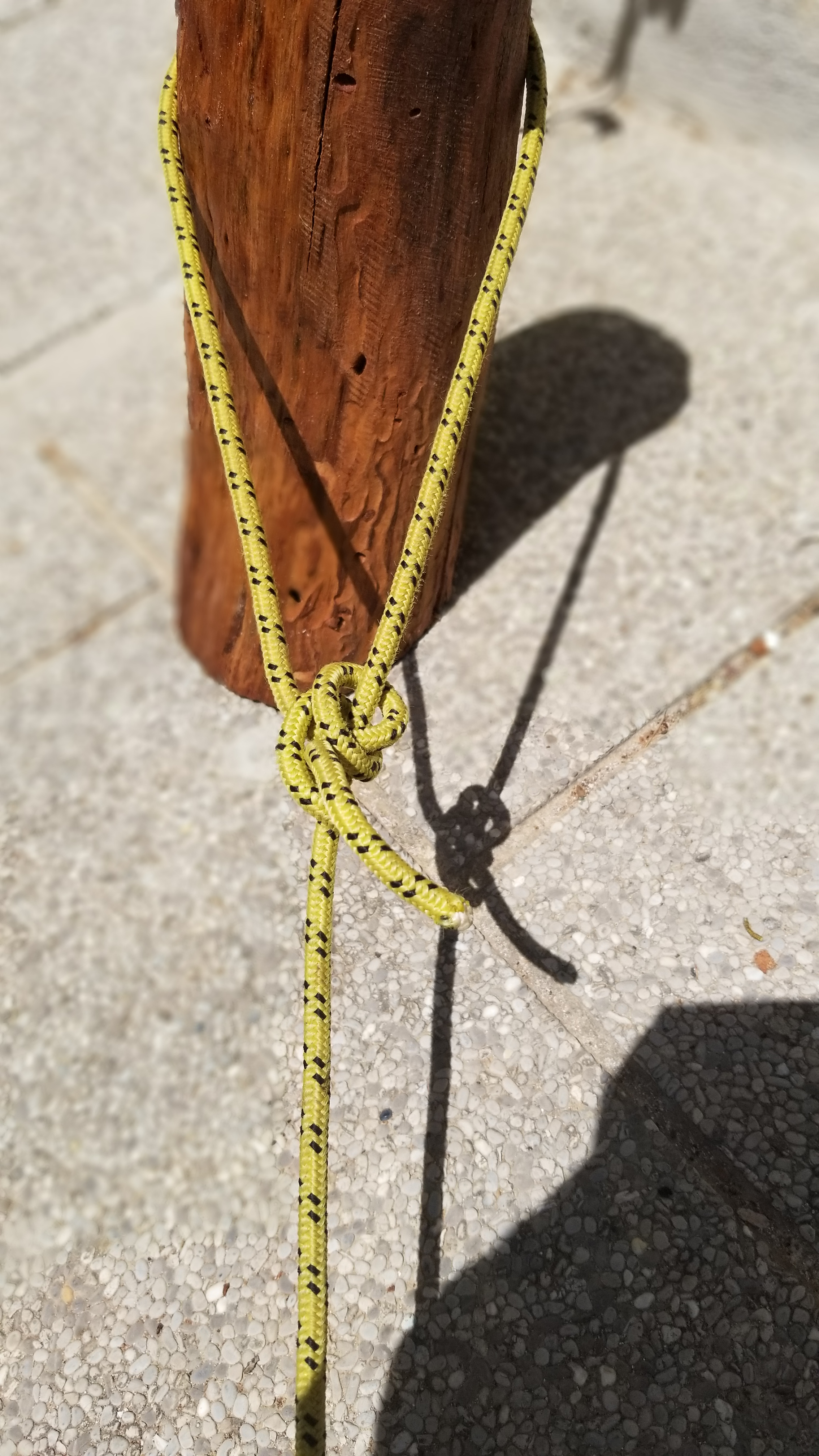
Der Stek an Pfosten, Dalben und Pollern
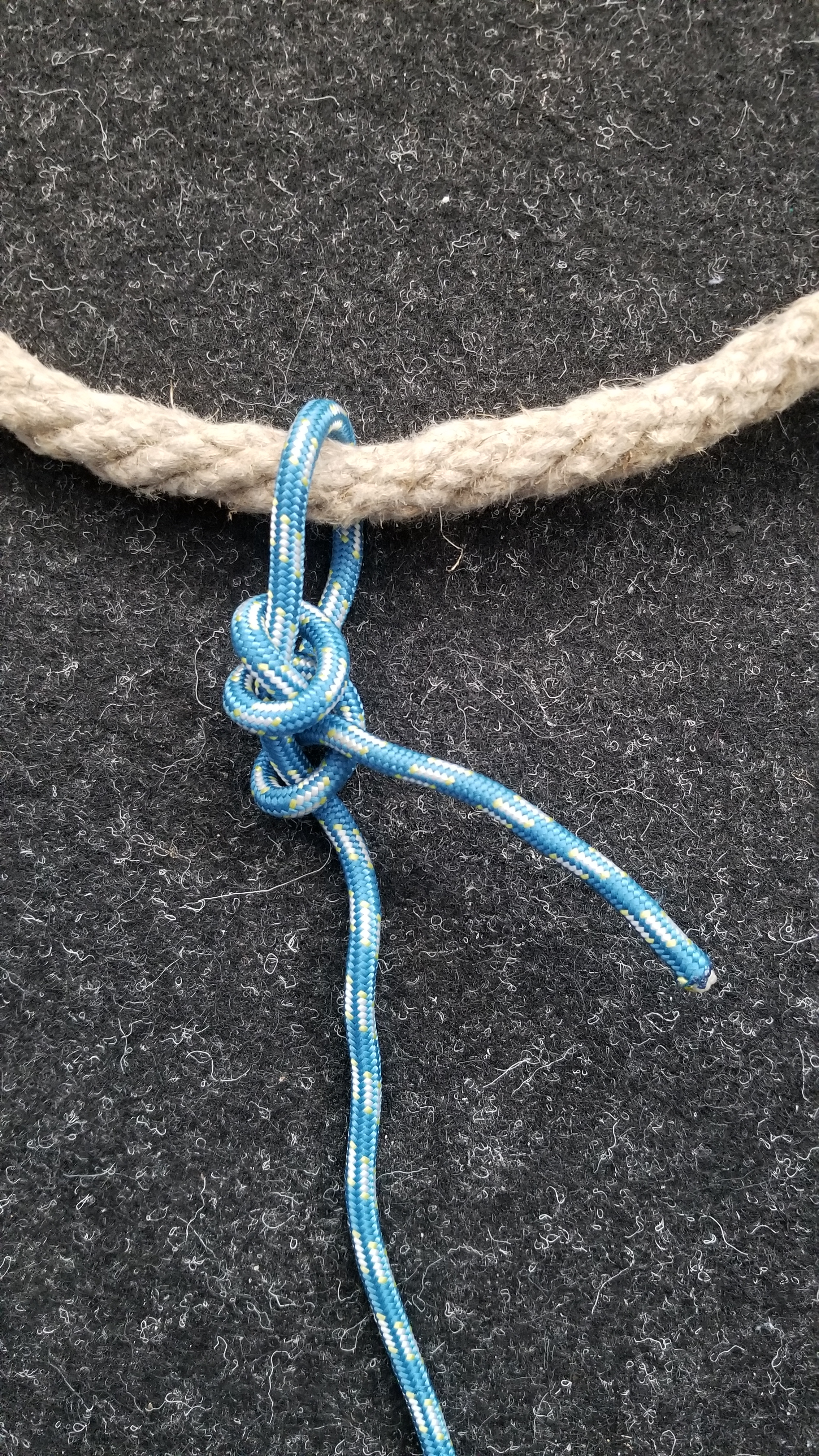
Der Stek an einem Seil, wird aber auch als Festmacher an einem Ring benutzt
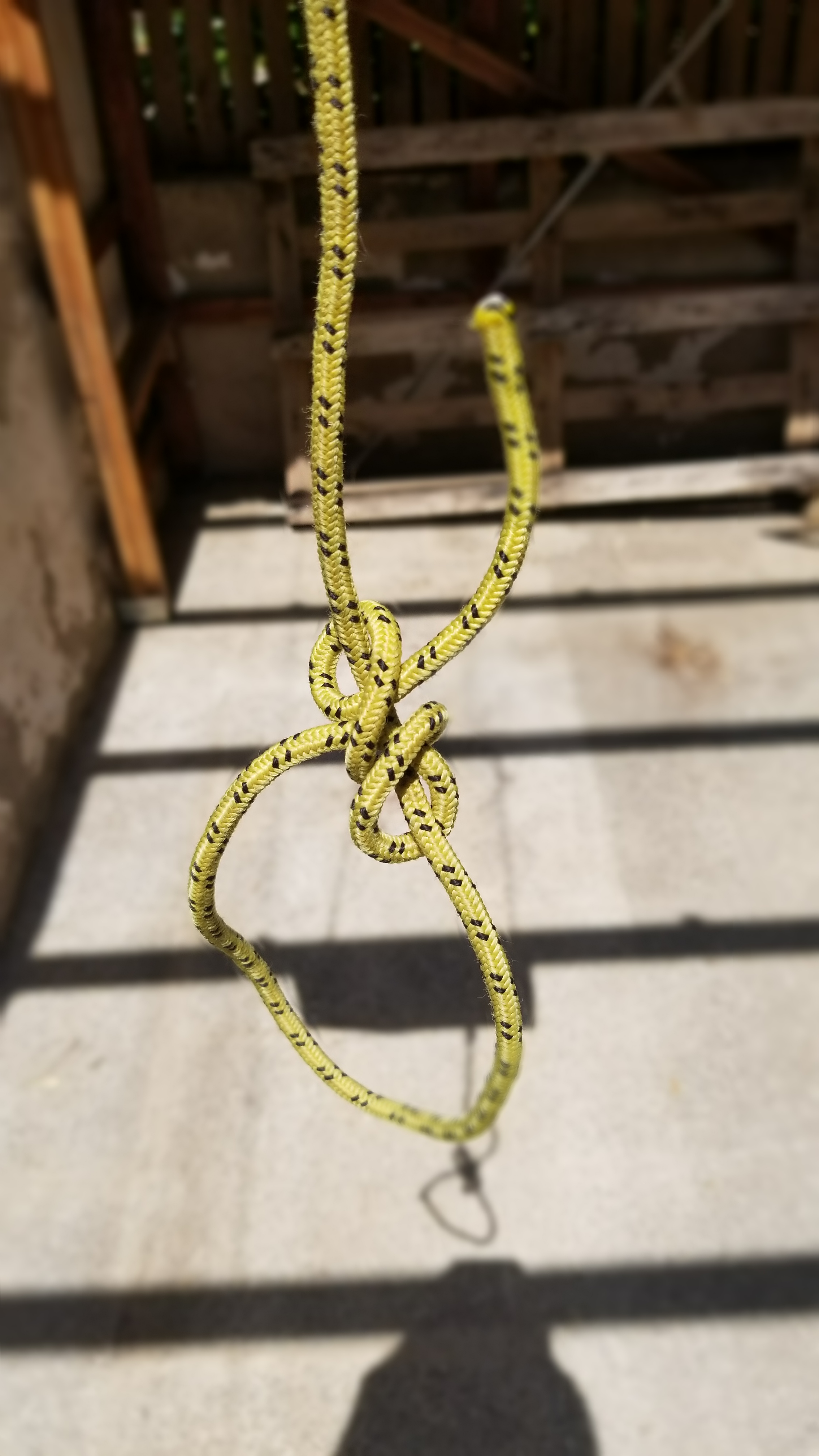
Fiel früher jemand über Bord, griff er das Ende der Leine, die ihm zugeworfen wurde und
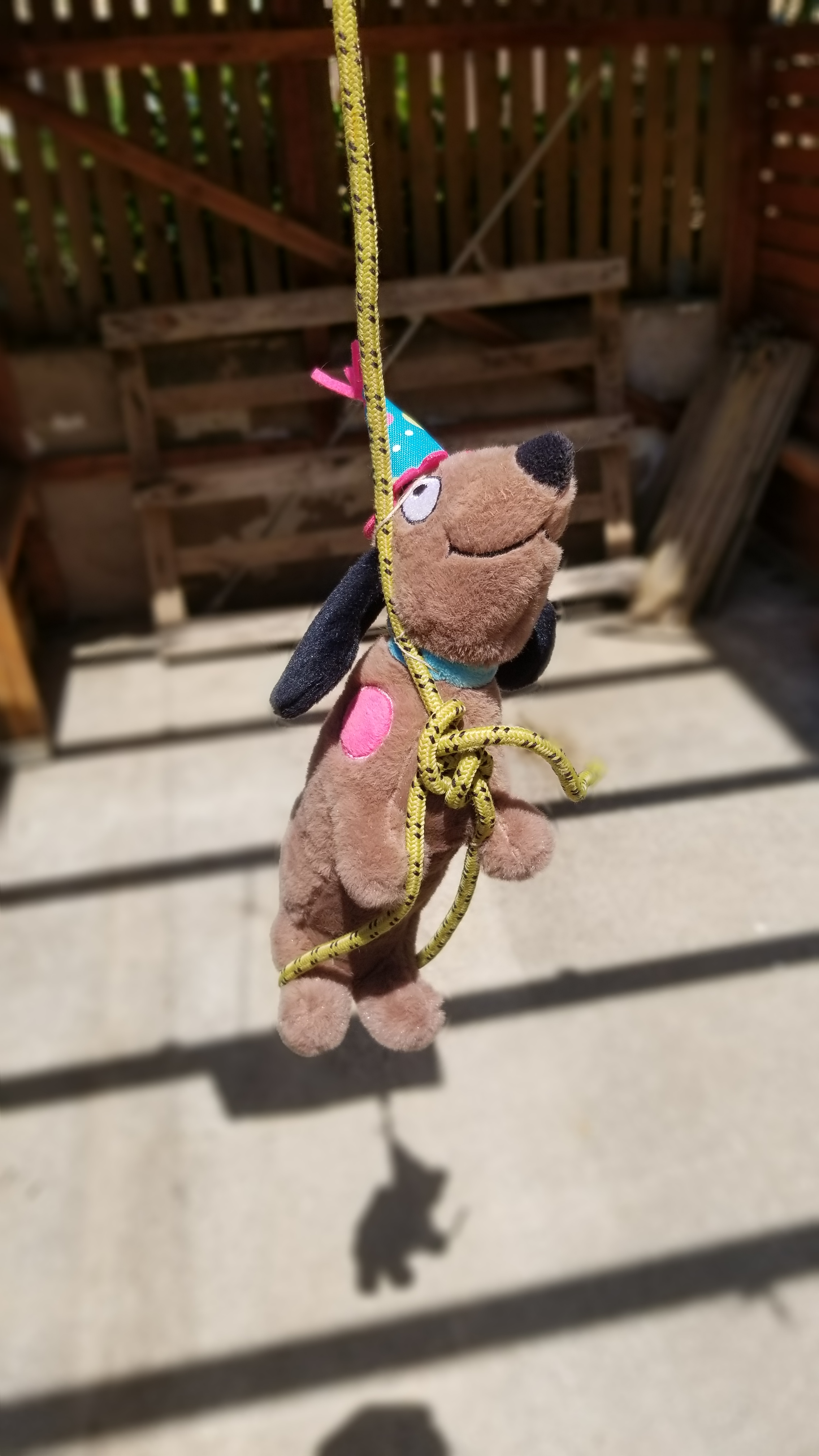
nahm es unter den Hintern, machte mit dem Ende einen halben Schlag um das feste Ende und setzte einen zweiten Törn dicht auf den halben Schlag.[3] Schon hatte man eine Schlaufe, die sich nicht zuzog.

## Alternativen

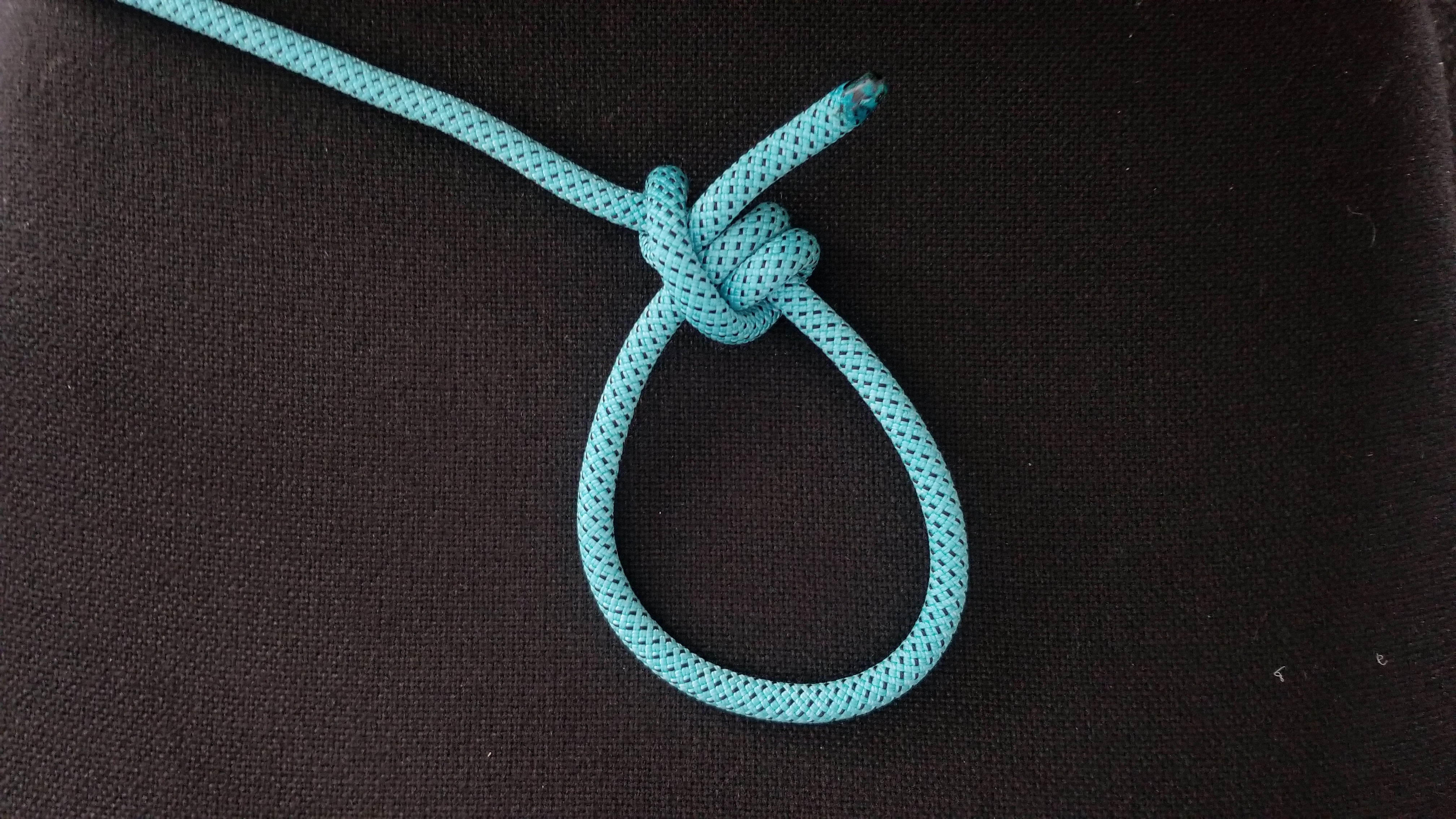
Als verstellbare Schlaufe eignet sich auch der Topsegelschotstek.
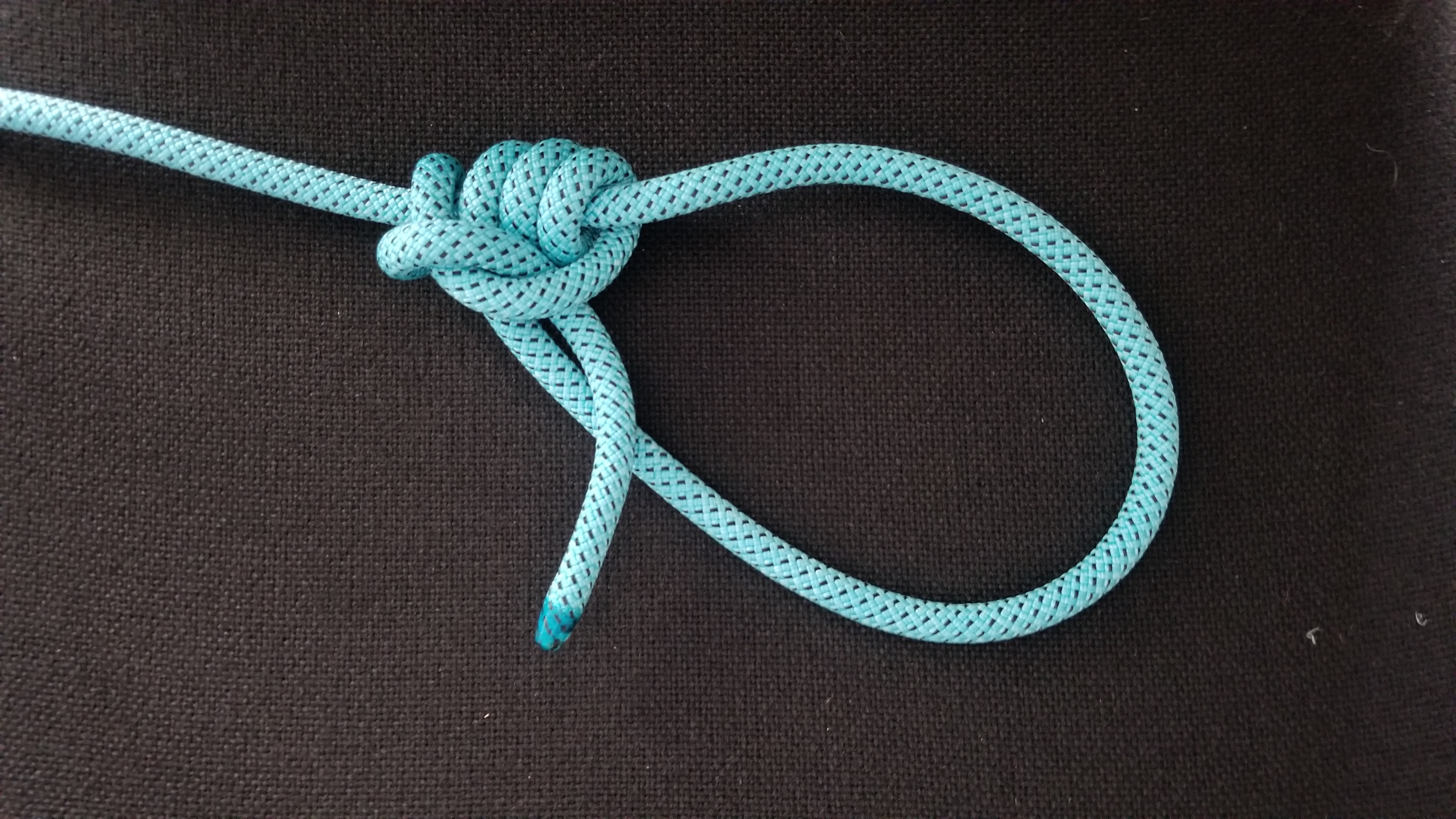
Als Zeltspanner eignet sich auch der Tarbuck-Knoten.
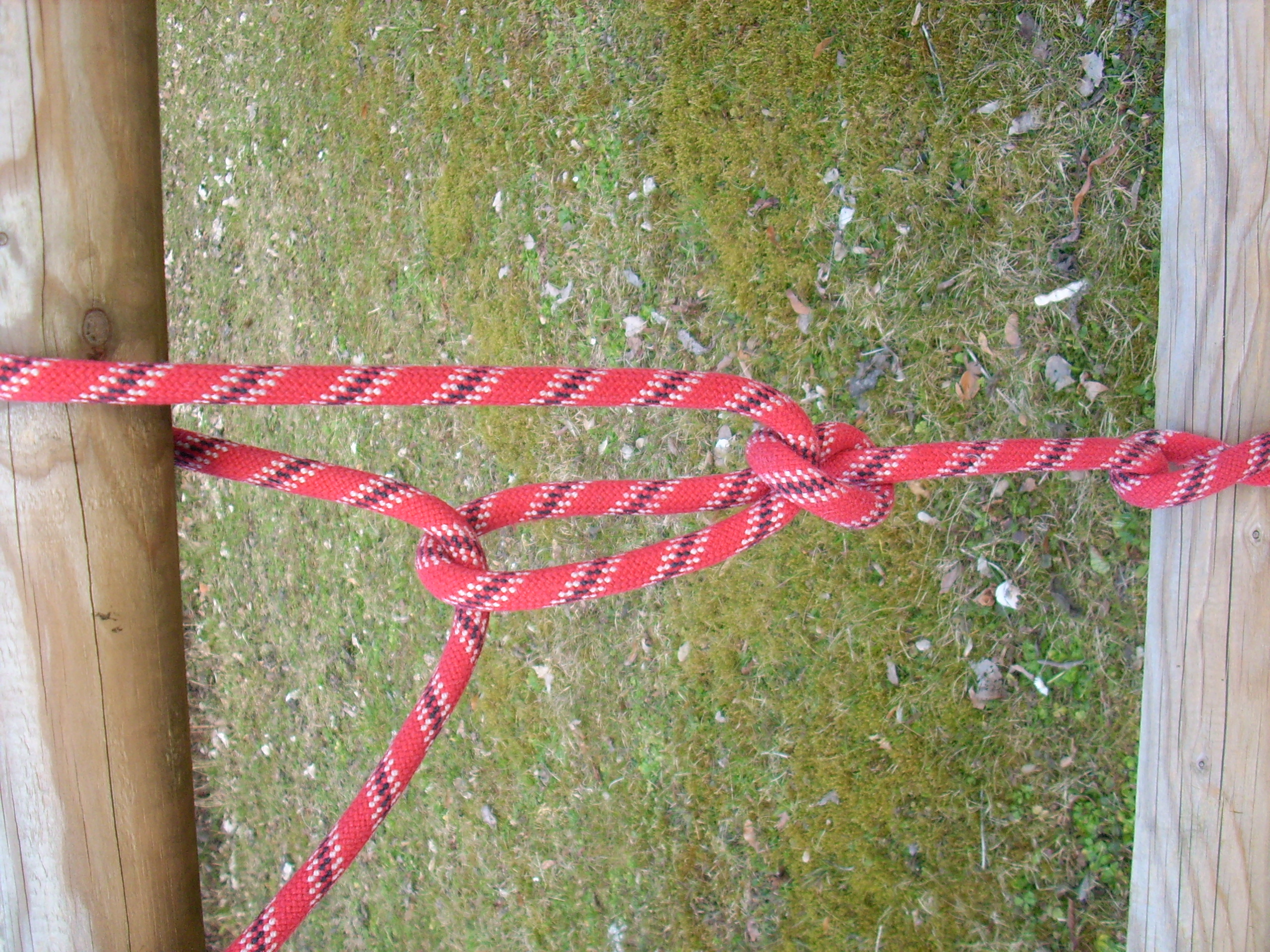
Doppelte Zugkraft erreicht man mit dem Fuhrmannsknoten.
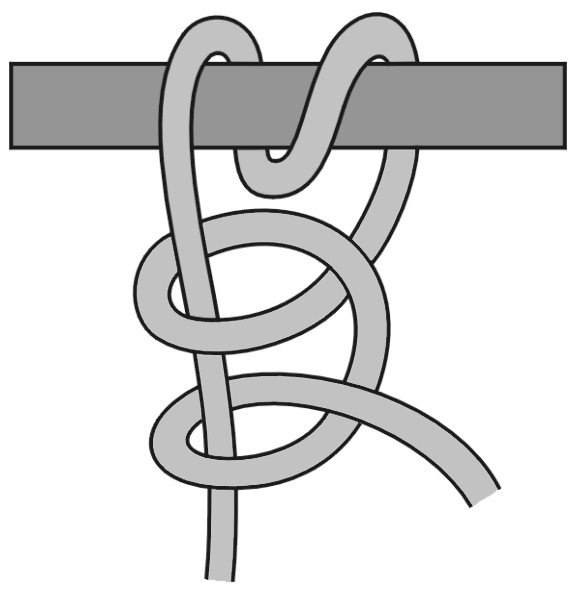
Rundtörn mit zwei halben Schlägen. Kein Klemm- oder Seilspannerknoten, aber ein Knoten zur sicheren Befestigung einer Leine an einem Gegenstand oder zur Sicherung von großen Lasten.